# Jim Sturgess
James "Jim" Anthony Sturgess (Londres, Anglaterra, 16 de maig de 1978) és un actor, cantant i compositor britànic. El seu primer paper important va ser el de Jude a la pel·lícula musical i drama romàntic Across the Universe (2007). El 2008 va interpretar a Ben Campbell a 21: Blackjack, una pel·lícula sobre 5 estudiants de l'Institut de Tecnologia de Massachusetts (MIT), els quals, gràcies a la seva gran habilitat per "comptar les cartes", guanyen milions en alguns casinos de Les Vegas. Sturgess comptava amb dos companys de luxe al film 21: Blackjack, Kevin Spacey i Laurence Fishburne. El 2009 Jim Sturgess va interpretar a Gavin Kosset en el film Crossing Over, en el qual també participava Harrison Ford, Ray Liotta i Ashley Judd. El 2010 Sturgess va protagonitzar The Way Back, dirigida per Peter Weir  i el 2011 va començar a gravar el film de ficció Cloud Atlas  que es va estrenar a l'octubre de 2012.

## Biografia
James va néixer a Londres, Anglaterra, però va créixer a Farnham Surrey, va assistir a la Frensham Heights School. Lliscar amb el seu monopatí pels pàrquings de la seva localitat era el seu passatemps favorit i va formar la seva primer grup musical a l'edat de 15 anys, assajaven a casa dels pares d'un amic. La banda tocava a qualsevol local de la zona on els ho permetessin ignorant el fet que tots ells eren menors d'edat. La primera experiència de Sturgess com a actor va ser quan el grup de teatre de la seva localitat va anar a la seva escola buscant candidats per a la seva propera audició, de seguida que va veure que això li permetria saltar-se algunes classes es va presentar a l'audició i va acabar aconseguint un dels papers de l'obra. Aviat, tant els seus pares com els seus mestres es van adonar que tenia un talent natural, tot i que ell sempre s'ha considerat músic més que actor.
Sturgess es va traslladar aManchester per assistir a la Universitat de Salford confiant que això el permetria fundar una nova banda i impregnar-se i contagiar-se de l'escena musical de Manchester, d'on provenien la majoria dels seus ídols musicals. A Manchester, va coincidir amb un grup d'aspirants a actors i directors, i la seva passió per actuar es va revifar. Va començar a escriure i interpretar els seus curts i obres de teatre. Mentre actuava en el seu propi xou 'BUZZIN', basat en la poesia, Jim fou descobert pel seu agent. Es va graduar a la Universitat de Salford el 1999 amb un "Higher National Diploma (HND) in Media and Performance".
Té un germà, Will i una germana, Tia.
Des de l'any 2003 fins al 2013 va sortir amb la tecladista del grup La Roux, Mickey O'Brien, la qual és també la cosina més jove d'Ed O'Brien, membre de la banda Radiohead.
El 20 de maig de 2014, va confirmar la seva relació amb l'actriu surcoreana Bae Doona, amb qui havia compartit paper a Cloud Atlas, però el mes de març d'enguany es va fer pública la seva ruptura.

## Carrera

### Actuació
La primera experiència actuant de Sturgess va ser quan un grup de teatre local va arribar a la seva escola buscant nens per a una audició per una obra de teatre local. Ràpidament en adonar-se que ell seria capaç de faltar a l'escola, va audicionar i va aconseguir un paper per a unes parts de l'obra. La música fou l'activitat que va ocupar el primer lloc a la seva ment en lloc de l'actuació. Sturgess es va traslladar a Manchester per estudiar a la Universitat de Salford mentre esperava que també poder crear una banda/grup musical que pogués presentar allà mateix, lloc d'on provenien la majoria dels seus ídols musicals. A Manchester, es va trobar amb un grup d'aspirants a actors i directors de cinema, i la seva passió per actuar i interpretar es va tornar a encendre. Va començar a escriure i representar els seus propis curtmetratges i obres de teatre.
Sturgess, ha treballat durant quasi una dècada en produccions britàniques, en la seva majoria telefilms, entre ells I'm Frank Morgan (2000), Hawk (2001), i la serie The Quest.
El 2007, va fer una gran aparició en el musical de Julie Taymor, Across the Universe, en interpretar Jude Feeny, un jove que viatja als Estats Units a finals dels anys 60 y es va enamorar d'una jove americana, Lucy, interpretada por Evan Rachel Wood. 

## Filmografia
| Any  | Títol                                         | Paper | Notes                                              |
| ---- | --------------------------------------------- | --- | -------------------------------------------------- |
| 1994 | The Browning Version                          | Bryant |                                                    |
| 2000 | Other People's Children                       | Barry | Sèrie de televisió (1 episodi)                     |
| 2000 | La pimpinela escarlata                        | Eik | Sèrie de televisió (1 episodi: "Ennui")            |
| 2001 | Heartbeat                                     | Robert | Sèrie de televisió (1 episodi: "The Long Weekend") |
| 2001 | The Residents                                 | Banjo | Sèrie de televisió (1 episodi)                     |
| 2001 | Hawk                                          | Ajudant de botiga                                                                                          | Pel·lícula de televisió                            |
| 2002 | The Quest                                     | Joven Charlie                                                                                              | Pel·lícula de televisió                            |
| 2002 | Judge John Deed                               | Gary Patterson                                                                                             | Sèrie de televisió (1 episodi: "Abuse of Power")   |
| 2003 | A Touch of Frost                              | Laurence Burrell                                                                                           | Sèrie de televisió (1 episodi: "Close Encounters") |
| 2003 | Rehab                                         | Daryll | Pel·lícula de televisió                            |
| 2003 | Thursday the 12th                             | Martin Bannister                                                                                           | Pel·lícula de televisió                            |
| 2004 | The Second Quest                              | Joven Charlie                                                                                              | Pel·lícula de televisió                            |
| 2004 | The Final Quest                               | Joven Charlie                                                                                              | Pel·lícula de televisió                            |
| 2005 | Mouth to Mouth                                | Red |                                                    |
| 2005 | The Last Detective                            | Ryan | Sèrie de televisió (1 episodi: "Friends Reunited") |
| 2007 | Across the Universe                           | Jude |                                                    |
| 2008 | Les germanes Bolena                           | George Boleyn                                                                                              |                                                    |
| 2008 | 21: Blackjack                                 | Ben |                                                    |
| 2008 | Fifty Dead Men Walking                        | Martin |                                                    |
| 2009 | Crossing Over                                 | Gavin Kossef                                                                                               |                                                    |
| 2009 | Heartless                                     | Jamie Morgan                                                                                               |                                                    |
| 2010 | The Way Back                                  | Janusz Wieszczek/Slawomir Rawicz                                                                           |                                                    |
| 2010 | Legend of the Guardians: The Owls of Ga'Hoole | Soren | Veu                                                |
| 2011 | One Day                                       | Dexter |                                                    |
| 2012 | Upside Down                                   | Adam |                                                    |
| 2012 | Ashes                                         | James |                                                    |
| 2012 | Cloud Atlas                                   | Adam Ewing / Pobre hoste de l'Hotel / Pare de Megan / Highlander / Hae-Joo Chang / Adam (cunyat de Zachry) |                                                    |
| 2013 | La migliore offerta                           | Robert |                                                    |
| 2013 | Electric Slide                                | Eddie Dodson                                                                                               |                                                    |
| 2014 | Eliza Graves                                  | Edward Newgate                                                                                             |                                                    |
| 2014 | London Fields                                 | Keith Talent                                                                                               |                                                    |
| 2014 | Kidnapping Freddy Heineken                    | Cor Van Hout                                                                                               |                                                    |
| 2014 | The Big Shoe                                  | Nate |                                                    |
| 2014 | The Lion's Share                              | Aaron Fletcher                                                                                             |                                                    |